# Кристит
Кристит — мінерал з класу сульфосолей із хімічною формулою TlHgAsS3. Він названий на честь доктора Чарльза Л. Кріста, члена Геологічної служби США. Зазвичай він має малиново-червоний або яскраво-помаранчевий колір; густину 6,2 і твердість від 1 до 2 за шкалою Мооса. Кристит має неперевершений блиск і залишає помаранчеву риску. Кристалічна система — моноклінна з можливими класами кристалів подвійної симетрії, дзеркальної пласкої симетрії та подвійної з дзеркальною площиною. Це означає, що кристит може мати радіальну симетрію, симетрію дзеркальної площини, або симетрію дзеркальної площини, перпендикулярну двосторонній осі. Це анізотропний мінерал, що означає, що він виявляє різні властивості при вимірюванні в різних напрямках. У плоскополяризованому світлі його колір золотисто-жовтий. Має подвійне променезаломлення. Це можна побачити, якщо подивитися в мікроскоп із схрещеними полюсами і побачити, як мінерал змінює кольори, коли його обертають.

## Прояви
Кристит зустрічається з баритом у гідротермальних жилах у доломіті у копальні «Карлін» у Неваді та в капсулах родовища ртуті Ланмучанг, Китай. Він асоціюється з реальгаром, аурипіментом, лорандитом, баритом і гетчелітом у копальні «Карлін» і з лорандитом, баритом, піритом і марказитом у Ланмучанзі.